# Kazimierz Rozalicz
Kazimierz Rozalicz (ur. 27 stycznia 1932 w Kosowicach) – polski dyplomata i działacz partyjny, funkcjonariusz wywiadu cywilnego w stopniu pułkownika, chargé d’affaires w Belgii (1958), konsul generalny PRL w San Marino (1980–1982).

## Życiorys
Syn Jana i Agnieszki. W okresie okupacji uczył się w szkole powszechnej w Mominie, następnie od 1945 do 1950 w gimnazjum i liceum ogólnokształcącym im. Stanisława Staszica w Ostrowcu Świętokrzyskim. W trakcie nauki działał od 1947 w Związku Młodzieży Wiejskiej RP „Wici”, od 1948 w Związku Młodzieży Polskiej (m.in. jako instruktor krakowskiego zarządu wojewódzkiego ZMP). Ukończył studia prawnicze na Uniwersytecie Jagiellońskim (1954), roczny kurs konsularno-dyplomatyczny z rekomendacji Komitetu Wojewódzkiego PZPR w Krakowie (1955) i podyplomowe studium służby zagranicznej na Wydziale Nauk Społecznych Wyższej Szkoły Nauk Społecznych przy KC PZPR (1977). Autor publikacji w „Sprawach Międzynarodowych”, współautor książki Wybrane zagadnienia organizacji i techniki pracy dyplomatycznej (1977).
Od 1954 członek Polskiej Zjednoczonej Partii Robotniczej. Pełnił funkcję członka egzekutyw OOP i POP PZPR w resorcie i na placówkach, był także I sekretarzem POP PZPR przy ambasadzie w Teheranie (od 1965) i w Rzymie (1980–1981), I sekretarzem Komitetu Zakładowego przy Ministerstwie Spraw Zagranicznych (1983–1986) oraz lektorem KC PZPR (od lat 60.). Od 1956 starszy radca w Wydziale Bliskowschodnim MSZ, następnie attaché ambasady PRL w Kairze (1957–1960), II sekretarz ambasady RP w Teheranie (1962–1965), I sekretarz i radca polityczny ambasady RP w Brukseli (1967–1972). Od sierpnia do października 1968 pozostawał też chargé d’affaires ambasady w Belgii. W 1972 został wicedyrektorem Departamentu IV MSZ, odpowiedzialnego za stosunki z państwami romańskimi. Od 1977 do 1982 pozostawał radcą – ministrem pełnomocnym w ambasadzie PRL w Rzymie, równocześnie od 1 maja 1980 do 15 kwietnia 1982 pozostawał konsulem generalnym PRL w San Marino. W latach 80. doradca ministra i wicedyrektor Departamentu Studiów i Programowania MSZ. Od 1989 do 1990 radca – minister pełnomocny w ambasadzie w Paryżu.
Równocześnie od 1962 współpracownik, a od 1966 oficer operacyjny na niejawnym etacie w Departamencie I MSW. W latach 1966–1967 odbył indywidualny kurs wywiadowczy w ramach tegoż. Pełnił funkcje (pod przykryciem dyplomatycznym) pracownika rezydentury wywiadu w Brukseli i oficera rezydentury w Rzymie. Osiągnął rangę starszego inspektora w stopniu pułkownika, w służbach pracował do weryfikacji 31 lipca 1990.